# Нада Обрић
Нада Обрић (Зворник, 6. јун 1948) српска је певачица народне музике. Музичку каријеру започела је 1971. године. Завршила је студије права и све до 1981. године истовремено је певала и радила као правник у сарајевској општини Центар, након чега се посветила искључиво музици. До сада је снимила 30 носача звука (ЕП, ЛП, ЦД), а њене најпознатије песме су: Дуго те, дуго очекујем, Болна ти лежим, Ој, љубави моја прошла, Још ме боли једна стара рана, Чувај ме, Не дозволи да те друга воли, Имала сам љубав једну и друге.

## Биографија
Основну и средњу школу завршила је у родном Зворнику. Успешно се бавила гимнастиком, освојила је прво место у републици. Студије права завршила је у Сарајеву, а касније се запослила и радила као правник у Општини Центар у Сарајеву.
Године 1971. као чланицу КУД-а „Слободан Принцип Сељо“, у коме је проводила своје студентске дане, приметио је Дамјан Бабић и понудио да сними плочу за загребачки Југотон. Исте године снимила је своју прву сингл-плочу "Нећу да плачем / Кад сунце зађе". Читаву деценију истовремено је певала и радила као правник у сарајевској општини Центар. Године 1981. снимила је лонг-плеј плочу Не дозволи да те друга воли, која је продата у дијамантском тиражу, а наредне године се посветила искључиво музици.
До сада је снимила петнаест сингл-плоча и исто толико албума, као и неколико компилација, а највећи хитови су: Дуго те, дуго очекујем, Болна ти лежим, Ој, љубави, моја прошла, Још ме боли једна стара рана, Чувај ме, Не дозволи да те друга воли, Имала сам љубав једну, 700 дана болујем, Није лако без тебе, Само да дочекам то, Да л' су године...
Била је власница салона лепоте Но-1 у Београду. Од 2004. успешно се бави ауторским и водитељским послом на телевизији уређујући емисије Свет успешних и Звездана стаза.
Добитница је Повеље за изузетан допринос развоју естрадно-музичке делатности од стране Самосталног синдиката естрадних уметника и извођача Србије и Савеза естрадно-музичких уметника Србије 2016. године и Естрадно-музичке награде Србије. 2019. године додељена јој је Естрадно-музичка награда Србије за животно дело.

## Награде и признања
- Естрадно-музичка награда Србије за животно дело, 2019.
- Повеља за изузетан допринос развоју естрадно-музичке делатности, 2016.
- Естрадно-музичка награда Србије
- 2022. Сабор народне музике Србије, Београд, Добитница Награде националног естрадно - музичког уметника Србије

## Фестивали
- 1975. Југословенски фестивал Париз — Ко је крив за моју тугу
- 1977. Илиџа — Гдје се двоје воле, сувишан је трећи
- 1978. Илиџа — Ноћас за тебе пјевам
- 1979. Илиџа — Узалуд се теби надам
- 1980. Илиџа — Пусти ме на миру да свој живот живим
- 1984. МЕСАМ - Ој љубави, моја прошла
- 1985. МЕСАМ — Болна ти лежим
- 1987. Посело 202 - Болна ти лежим
- 1988. Вогошћа, Сарајево '88 — Надам се
- 1992. Хит парада — Освајаш ме лако
- 2008. Илиџа — Дуго те, дуго, очекујем (Вече легенди фестивала)
- 2016. Илиџа - Дал' су године (Вече великана народне музике)
- 2022. Сабор народне музике Србије, Београд, Гошћа ревијалног дела фестивала и добитница Награде националног естрадно - музичког уметника Србије

## Дискографија

### Студијски албуми
- Нећу другу љубав (1972)
- Пјесмом те зовем (1977)
- Пјевај, Надо, весело (1979)
- Коло игра код комшије (1980)
- Не дозволи да те друга воли (1981)
- Погледај ме ти у очи (1982)
- Чувај ме (1983)
- Није лако без тебе (1984)
- Сузе љубави (1986)
- Сад ми требаш (1988)
- кад ћу сама (1989)
- Опрости ми сузу (1991)
- Оздравило срце моје (1994)
- Дошло време (1997)
- Тако је живот хтео (2001)

### Компилације
- Најљепше пјесме (1987)
- Фолк звијезде заувијек (2008)
- Највећи хитови (2009)

### Сингл-плоче
- Нећу да плачем (1971)
- Нећу љубав другу (1972)
- Пјесмом те зовем (1973)
- Не иди другој жени (1974)
- Ко је крив за моју тугу / Ноћас хоћу да сам твоја (1975)
- Љубави зовем те (1975)
- Ја те чекам данима (1977)
- Где се двоје воле сувишан је трећи (1977)
- Ноћас за тебе пјевам (1978)
- Душа ме боли, још тебе волим (1979)
- Узалуд се теби надам (1979)
- Коло игра код комшије (1980)
- Пусти ме на миру да свој живот живим / Љубав (1980)
- Не дозволи да те друга воли (1981)
- Болна ти лежим (1986)
- 700 дана болујем (1988)